# Zavodoukovszk
Zavodoukovszk (oroszul: Заводоуковск) város Oroszországban, a Tyumenyi területen.

## Elhelyezkedése
A Nyugat-szibériai-alföld déli részén, az Isim-síkságon, az Uk (a Tobol mellékfolyója) partján helyezkedik el. A városon át vezet az R402-es  főút és a Transzszibériai vasútvonal Tyumeny–Omszk közötti szakasza. A legközelebbi város a kb. 30 km-re északnyugatra fekvő Jalutorovszk.

## Történeti áttekintés

### Népesség
- 2002-ben 48 382 lakosa volt, melyből 42 530 orosz, 1 759 német, 753 ukrán, 702 tatár, 606 kazah, 448 csuvas, 325 örmény, 224 fehérorosz, 136 udmurt, 89 moldáv, 76 mari, 64 üzbég, 63 baskír, 60 ingus, 57 mordvin, 52 azeri stb.
- 2010-ben 46 748 lakosa volt, melyből 40 980 orosz, 1 334 német, 656 kazah, 589 tatár, 509 ukrán, 372 örmény, 362 csuvas, 143 fehérorosz, 100 udmurt, 67 ingus, 67 mari, 67 moldáv, 59 azeri, 55 baskír stb.